# Lưu Nhất Minh
Lưu Nhất Minh (1734-1821) là một nhà nội đan ở đời nhà Thanh, Trung Quốc, giữa các năm Càn Long và Gia Khánh. Ông hiệu là Ngộ Nguyên Tử, biệt hiệu là Tố Phác Tản Nhân. Quê ở huyện Khúc Ốc, phủ Bình Dương, tỉnh Sơn Tây (nay là đông bắc huyện Văn Hỉ, tỉnh Sơn Tây).

## Tiểu sử
Gia đình giàu có rất mực nhưng ông đã phế bỏ mà học đạo. Ông là truyền nhân thứ 11 của Long Môn phái. Ông tự thuật đời mình trong tác phẩm Hội Tâm Nội Tập rằng: "Năm 17 tuổi (năm Càn Long 15; tức năm 1750 dương lịch) ta bị bệnh nặng, trăm thứ thuốc đều vô hiệu. Năm sau, ta đi Nam An thuộc Cam Túc để dưỡng bệnh. Bệnh càng ngày càng trầm trọng. May mắn gặp được chân nhân ban cho thuốc, bệnh trầm kha liền dứt. Năm 19 tuổi ta đi tầm đạo. Năm 22 tuổi, nơi Du Trung (nay thuộc Cam Túc), ta gặp được Khám Cốc Lão Nhân truyền dạy bí quyết nội đan, bèn theo đó mà luyện. Về sau, vì cầu tham chứng, ta lần lượt cư ngụ nơi kinh sư 4 năm, Hà Nam 2 năm, Nghiêu Đô (nay là phía nam huyện Lâm Phân tỉnh Sơn Tây) một năm, Tây Tần (nay là huyện Tĩnh Viễn, Cam Túc) 3 năm, và lai vãng bất định trong 4 năm. Trong vòng 13 năm, kinh điển tam giáo ta đều xem kỹ, nhưng các chỗ nghi nan đều chưa được giải rõ. Đến năm Càn Long 37, ta lại đi Hán Thượng, gặp vị tiên Lưu Trượng Nhân (Lưu Ông) chỉ điểm cho, thế là bao nghi nan trong 13 năm qua được hóa giải rõ ràng. Nửa đời sau này ta một mực ẩn cư tu luyện nơi núi Thê Vân và núi Hưng Long thuộc huyện Du Trung, Cam Túc. Ta thiết đàn, truyền đạo, viết sách lập thuyết, trở thành đạo sĩ của Long Môn Phái của Toàn Chân có ảnh hưởng khá lớn ở một dãy Tấn, Thiểm, Cam, Ninh."

## Tác phẩm
Lưu Nhất Minh tinh thông nội đan, dịch học và y lý. Ông tác phẩm nhiều, các tác phẩm sau này được hậu nhân kết tập thành Đạo Thư Thập Nhị Chủng (xb năm Dân Quốc nhị niên: 1913), bao gồm: Chu Dịch Xiển Chân, Khổng Dịch Xiển Chân, Ngộ Chân Xiển U, Tu Chân Biện Nan, Tượng Ngôn Phá Nghi, Tu Chân Cửu Yếu, Âm Phù Kinh, Hội Tâm Nội Tập, Hội Tâm Ngoại Tập, Ngộ Đạo Phá Nghi, Chỉ Nam Châm, Huỳnh Đình Kinh Giải, Tham Ngộ Trực Ngôn, Thông Quan Văn, Ngộ Đạo Lục, Kim Đan Tứ Bách Tự Giải, Vô Căn Thụ. Bộ đạo thư này lưu truyền khá rộng rãi. Ông là một đại gia về nội đan học đời Thanh. Về y học, ông soạn quyển Sa Trướng Nhãn Khoa.
Nội đan học của ông thấm nhuần tư tưởng tam giáo hợp nhất. Trong lời tựa quyển Chỉ Nam Châm, ông cho rằng đạo trung chính (trung chính chi đạo) quán thông lý lẽ của tam giáo. Cái đạo trung chính này, Nho gia gọi là Trung Dung, Phật gia gọi là Nhất Thừa, Đạo gia gọi là Kim Đan. Ông soạn Chu Dịch Xiển Chân và Khổng Dịch Xiển Chân để lấy Dịch lý mà luận về kim đan, lấy kim đan để giải thích Dịch học của Nho gia. Trong Tu Chân Biện Nan, ông viết: "Đại Học và Trung Dung đều có cái học về thân tâm, về Tính Mệnh. Trong đó có chỗ tiết lộ rất nhiều về thiên cơ. Đặc biệt, người thường không thể tự đọc mà hiểu được. Đến như giảng rộng Thập Truyện của Dịch, cũng thấy cái học cùng lý tận tánh ở đó." Thế nên, trong lý luận về nội đan, ông đã dung hợp Nho và Phật, đặc biệt là luận về tư tưởng lý học. Lưu Nhất Minh đã xiển dương khá toàn diện về nội đan học. Ông chủ trương tính mệnh song tu; tuần tự mà tiến tu; phân chia đan pháp làm ba hạng thượng, trung, hạ; phân dược vật làm nội, ngoại; bảo rằng nội dược sinh ra từ thân, là nguyên tính; ngoại dược là cái khí chân nhất trong hư không, là nguyên mệnh. Ông cũng thâu tóm lý thuyết của Lý học, cho rằng Tính phân làm Thiên mệnh chi tính và Khí chất chi tính.